# Südergellersen
Südergellersen er en kommune og en by i den vestligste del af Landkreis Lüneburg, beliggende vest for byen Lüneburg, i den tyske delstat Niedersachsen.

## Geografi
Südergellersen ligger mellem naturområderne Lüneburger Heide og Elbufer-Drawehn. Kommunen er en del af Samtgemeinde Gellersen der har administrationen i Reppenstedt. i kommunen ligger også landsbyen Heiligenthal